# Hilary Swank

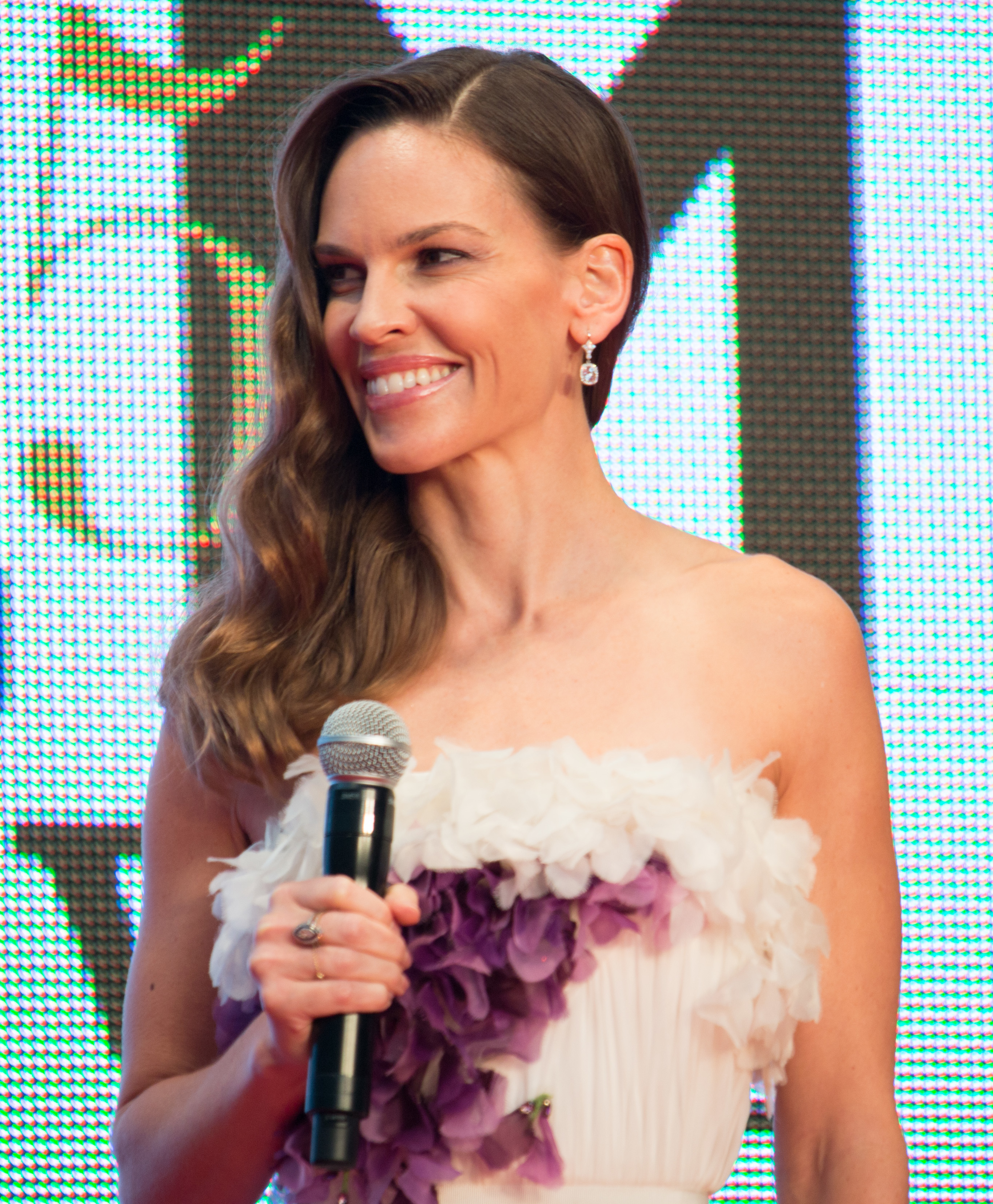
Hilary Swank beim Tokyo International Film Festival (2015)

Hilary Ann Swank (* 30. Juli 1974 in Lincoln, Nebraska) ist eine US-amerikanische Schauspielerin, Filmproduzentin und zweifache Oscar- sowie Golden-Globe-Preisträgerin.

## Leben
Hilary Swank wurde in Lincoln, Nebraska, geboren. Ihre Mutter Judy Kay, geb. Clough, war Sekretärin und Tänzerin, ihr Vater Stephen Michael Swank (1948–2021) war Unteroffizier der Air National Guard und später Verkaufsreisender. Sie hat einen acht Jahre älteren Bruder (Daniel). Ihr Nachname ist deutschen Ursprungs und hieß ursprünglich Schwenk. Ihre Großmutter mütterlicherseits war spanischer und shoshonischer Herkunft. Im Alter von sechs Jahren zog Swank mit ihren Eltern von Spokane, Washington, nach Bellingham, Washington.
Von September 1997 bis November 2007 war Swank mit Chad Lowe verheiratet. Das Paar lernte sich im Jahr 1992 auf einer Party kennen, beide beschrieben es als „Liebe auf den ersten Blick“. Am 26. Mai 2006 reichte das Paar die Scheidung ein. Ab 2006 war Swank mit dem neun Jahre älteren Hollywood-Agenten John Campisi liiert, der damals auch ihr Agent war. Swank und Campisi beendeten ihre Beziehung im Sommer 2012.
Ab Frühjahr 2015 war Swank mit dem ehemaligen Tennis-Profi Ruben Torres liiert. Sie verlobten sich im März 2016. Im Juni 2016 löste Swank die Verlobung. Am 18. August 2018 heiratete sie im Santa Lucia Reservat in Carmel-by-the-Sea, Kalifornien, den Unternehmer Philip Schneider. Im Oktober 2022 gab Swank bei der Fernsehsendung Good Morning America erstmals öffentlich ihre Schwangerschaft mit Zwillingen bekannt. Im April 2023 wurden Swank und Schneider Eltern eines Mädchens und eines Jungen.

## Karriere

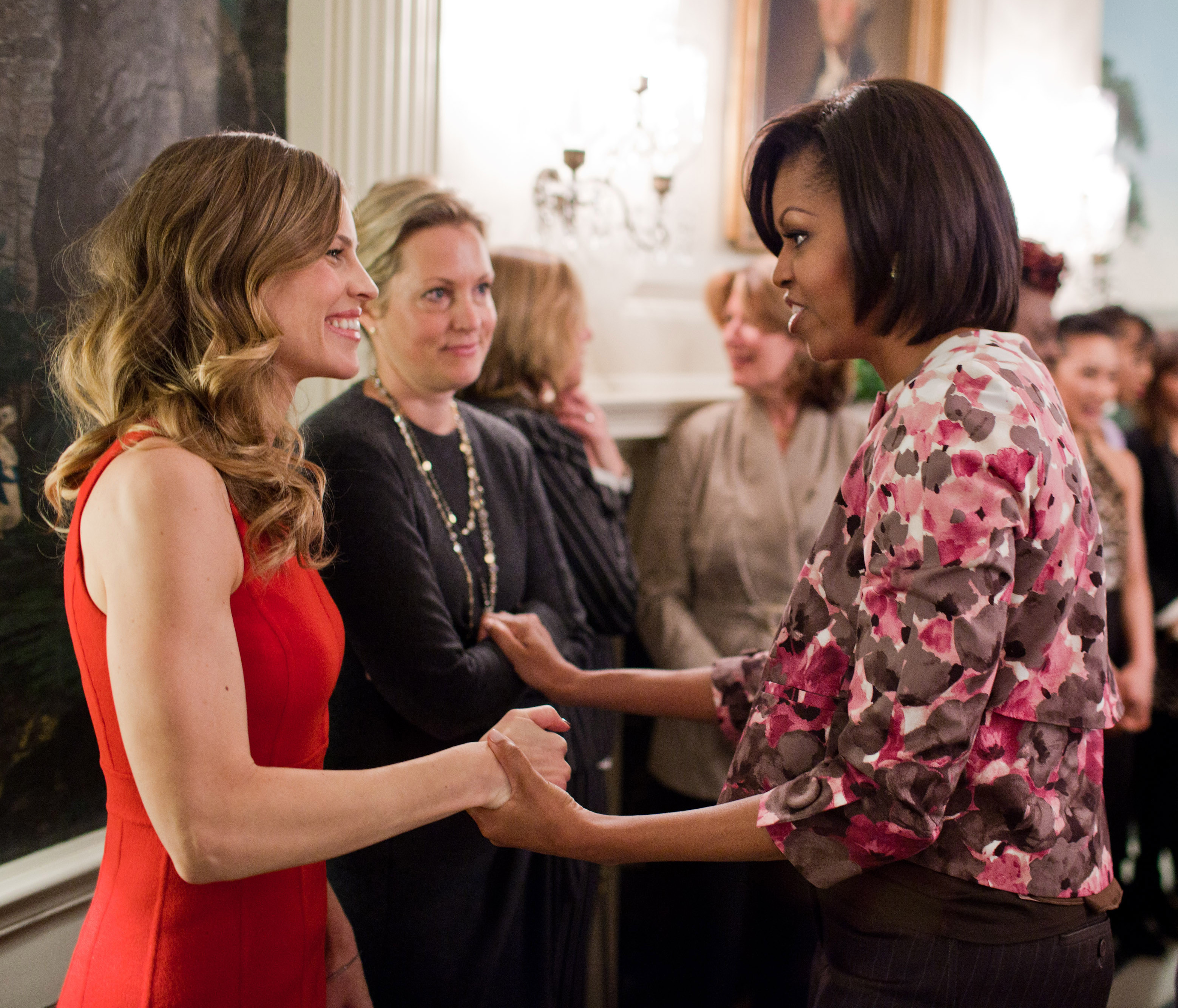
Swank und Michelle Obama (2011)

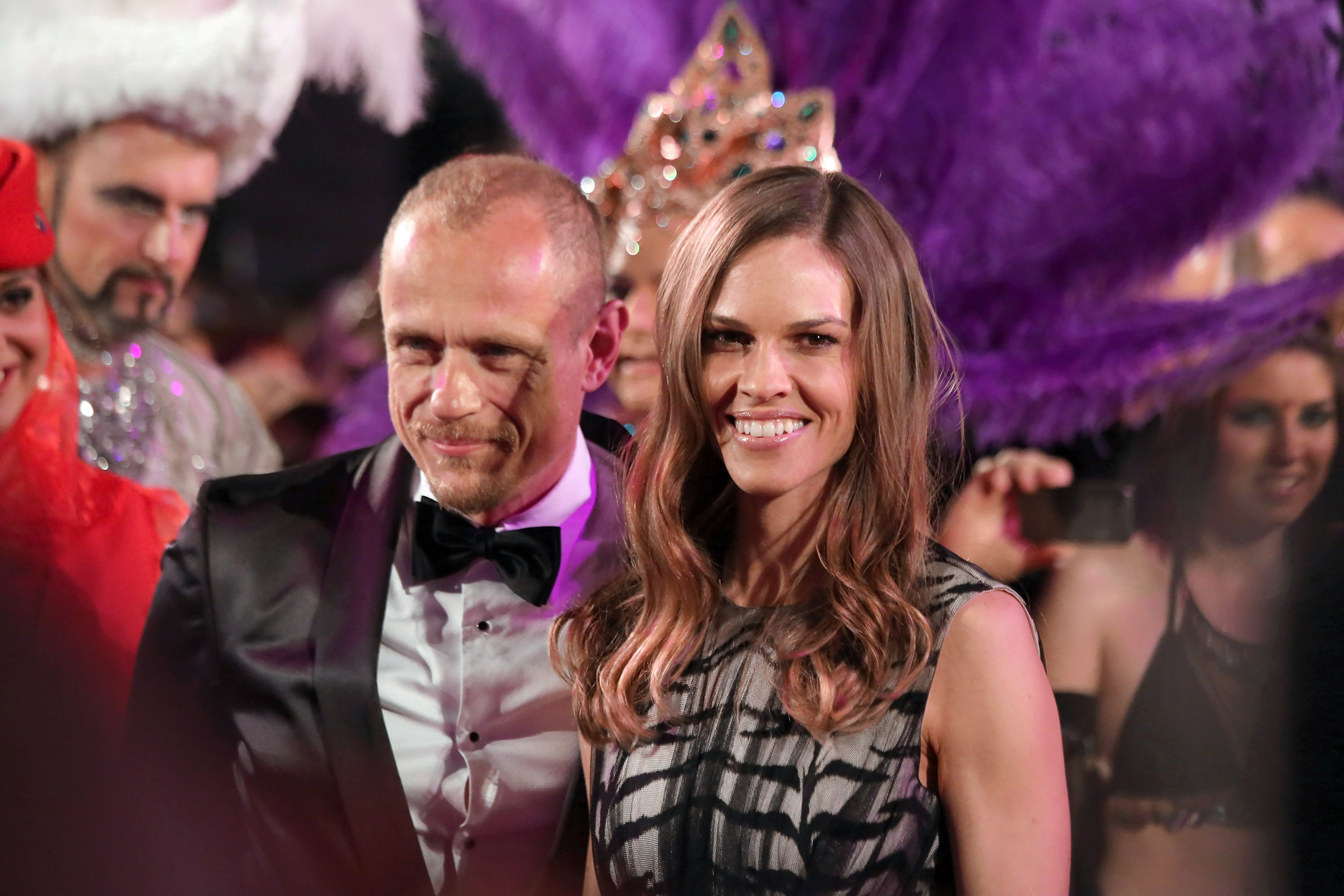
Hilary Swank auf dem Life Ball 2013 mit Gery Keszler

Swanks erste bekanntere Filme waren Buffy – Der Vampir-Killer und Karate Kid IV – Die nächste Generation. In der Jugendserie Beverly Hills, 90210 spielte sie in einer halben Staffel mit. Kurz darauf erhielt sie die Hauptrolle in dem Independentfilm Boys Don’t Cry. Dieser Film wurde zu ihrem ersten Karrierehöhepunkt, sie erhielt einen Golden Globe und einen Oscar für die beste Hauptrolle. In dem Film spielte sie Brandon Teena. Der Film basiert auf einer wahren Begebenheit und beschäftigt sich mit dem von Brandon Teena durchlebten Konflikt zwischen biologischem und erlebtem, gefühltem Geschlecht. Danach spielte Swank eine Reihe Nebenrollen in kleineren Filmen wie The Gift, Insomnia, aber auch in dem Film The Core.
Im Jahr 2004 spielte sie im Film Million Dollar Baby von Clint Eastwood die Hauptrolle. Für diesen Film konnte Swank einen weiteren Golden Globe Award als beste Darstellerin und einen Oscar als Beste Hauptdarstellerin gewinnen. Damit gehört sie neben Luise Rainer, Vivien Leigh und Sally Field zu den wenigen Frauen, die mehrfach für einen Oscar zur besten Hauptdarstellerin nominiert wurden und alle Nominierungen dieser Art in einen Sieg verwandeln konnten. Außerdem war sie für den Golden Globe für den Fernsehfilm Alice Paul – Der Weg ins Licht nominiert, den sie unter der Regie der Deutschen Katja von Garnier drehte. Einer ihrer nächsten Filme war Brian De Palmas Black Dahlia (2006) nach dem Roman Die schwarze Dahlie von James Ellroy.
Am 8. Januar 2007 erhielt Swank den 2325. Stern auf dem Hollywood Walk of Fame.
Im Jahr 2011 war sie in der Titelrolle des Films Betty Anne Waters zu sehen, welcher die wahre Geschichte einer Frau erzählt, die Jura studiert, um ihren unschuldig zu lebenslanger Haft verurteilten Bruder Kenny aus dem Gefängnis zu holen. Bei dem Film Fremd Fischen aus demselben Jahr war sie erstmals als Produzentin tätig.
Im Oktober 2011 führte ihr Auftritt auf der Geburtstagsfeier des tschetschenischen Präsidenten Ramsan Kadyrow, dem schwere Menschenrechtsverletzungen vorgeworfen werden, zu Kritik unter anderem von der Menschenrechtsorganisation Human Rights Watch. Swank erklärte, von den Vorwürfen gegen Kadyrow nichts gewusst zu haben.

## Filmografie

### Kinofilme
- 1992: Buffy – Der Vampir-Killer (Buffy the Vampire Slayer)
- 1994: Karate Kid IV – Die nächste Generation (The Next Karate Kid)
- 1996: Kounterfeit – Falschgeld (Kounterfeit)
- 1996: Manchmal kommen sie wieder II (Sometimes They Come Back… Again)
- 1997: The Way We Are (Quiet Days in Hollywood)
- 1998: Der Baumflüsterer (Heartwood)
- 1999: Boys Don’t Cry
- 2000: The Audition (Kurzfilm)
- 2000: The Gift – Die dunkle Gabe (The Gift)
- 2001: Das Halsband der Königin (The Affair of the Necklace)
- 2002: Insomnia – Schlaflos (Insomnia)
- 2002: The Space Between (Kurzfilm)
- 2003: The Core – Der innere Kern (The Core)
- 2003: 11:14
- 2004: Red Dust – Die Wahrheit führt in die Freiheit (Red Dust)
- 2004: Million Dollar Baby
- 2006: The Black Dahlia
- 2007: Freedom Writers
- 2007: The Reaping – Die Boten der Apokalypse (The Reaping)
- 2007: P.S. Ich liebe Dich (P.S. I Love You)
- 2008: Birds of America
- 2009: Amelia
- 2010: Betty Anne Waters (Conviction)
- 2011: The Resident
- 2011: Happy New Year (New Year’s Eve)
- 2014: The Homesman
- 2014: Das Glück an meiner Seite (You’re Not You)
- 2017: Logan Lucky
- 2017: Eleanor & Colette (55 Steps)
- 2018: What They Had
- 2019: I Am Mother
- 2020: The Hunt
- 2020: Fatale
- 2023: The Darkest Truth – Im Schatten der Wahrheit (The Good Mother)
- 2024: Ordinary Angels

### Fernsehserien und -filme
- 1991: Bigfoot und die Hendersons (Harry and the Hendersons, Episode 1x13 Harry Goes Ape)
- 1991–1992: Daddy schafft uns alle (Evening Shade, 4 Episoden)
- 1991–1992: Unser lautes Heim (Growing Pains, 2 Episoden)
- 1992–1992: Camp Wilder – Ein verrückter Haufen (Camp Wilder, 19 Episoden)
- 1994: Opfer seiner Wut (Cries Unheard: The Donna Yaklich Story, Fernsehfilm)
- 1996: Terror in der Familie – Eine Tochter läuft Amok (Terror in the Family, Fernsehfilm)
- 1997: Schwarze Messen auf dem Campus (Dying to Belong, Fernsehfilm)
- 1997: Mord ohne Erinnerung (The Sleepwalker Killing, Fernsehfilm)
- 1997: Leaving L.A. (6 Episoden)
- 1997–1998: Beverly Hills, 90210 (16 Episoden)
- 2004: Alice Paul – Der Weg ins Licht (Iron Jawed Angels)
- 2013: Mary & Martha (Fernsehfilm)
- 2018: Trust (8 Episoden)
- 2019–2020: BoJack Horseman (5 Episoden, Stimme)
- 2020: Away (10 Episoden)
- 2022–2023: Alaska Daily (11 Episoden)
- 2025: Yellowjackets (2 Episoden)

## Auszeichnungen und Nominierungen (Auswahl)
Oscar

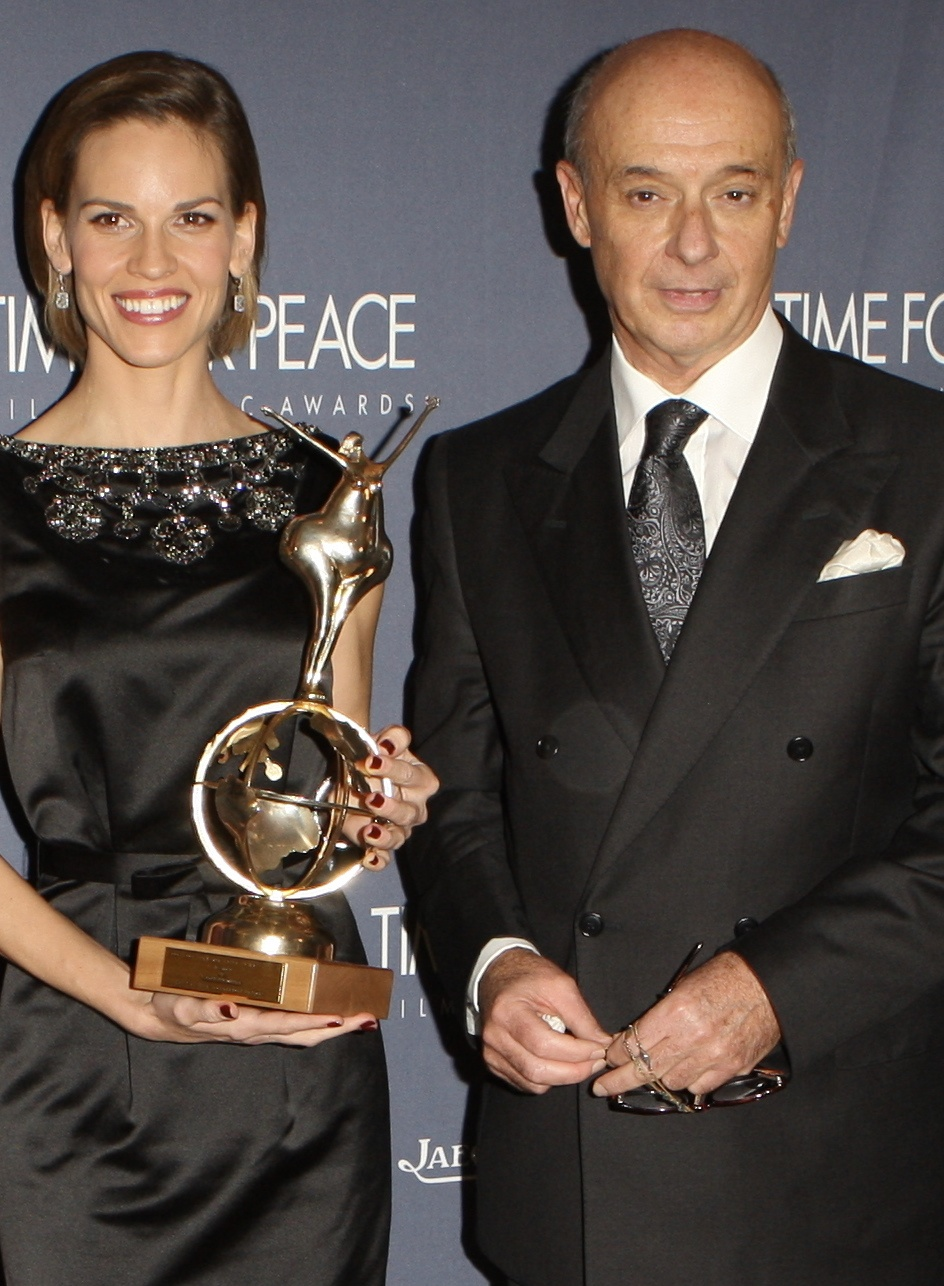
Swank neben Robert Einbeck (2007)

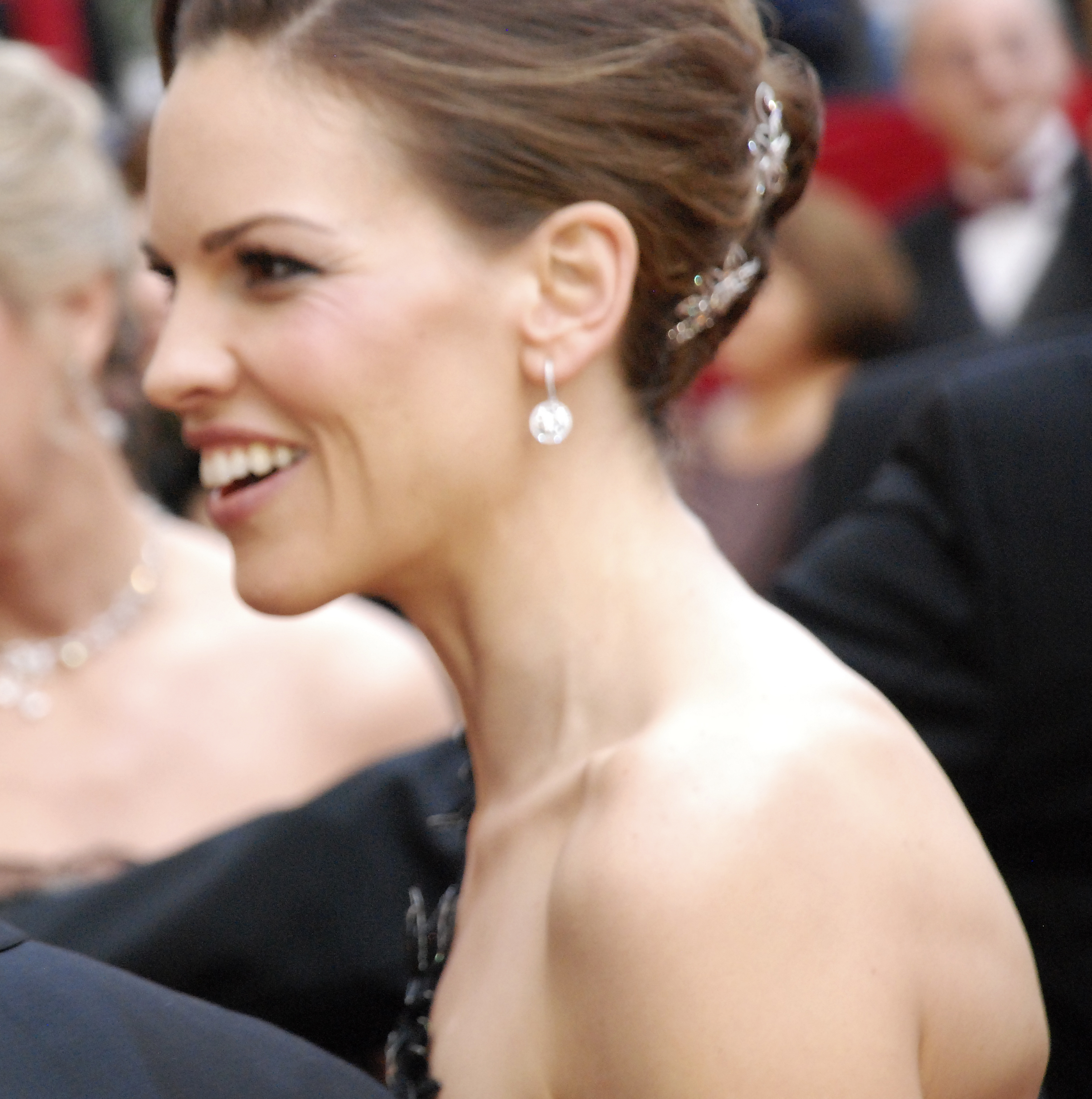
Swank bei der Oscarverleihung 2008

- 2000: Beste Hauptdarstellerin für Boys Don’t Cry
- 2005: Beste Hauptdarstellerin für Million Dollar Baby

Golden Globe
- 1999: Beste Hauptdarstellerin für Boys Don’t Cry
- 2004: Nominierung: Beste Darstellerin in einer Miniserie/einem Fernsehfilm für Iron Jawed Angels
- 2004: Beste Hauptdarstellerin für Million Dollar Baby
- 2023: Nominierung: Beste Darstellerin in einer Miniserie/einem Fernsehfilm für Alaska Daily

Screen Actors Guild Awards
- 1999: Nominierung: Beste Hauptdarstellerin für Boys Don’t Cry
- 2004: Nominierung: Beste Darstellerin in einer Miniserie/einem Fernsehfilm für Iron Jawed Angels
- 2005: Nominierung: Beste Leistung eines Ensembles für Million Dollar Baby
- 2005: Beste Hauptdarstellerin für Million Dollar Baby
- 2010: Nominierung: Beste Hauptdarstellerin für Betty Anne Waters

Jupiter
- 2006: Beste Darstellerin international für Million Dollar Baby

Chlotrudis Award
- 2000: Beste Schauspielerin für Boys Don’t Cry

Goldene Kamera
- 2008: Beste Schauspielerin International

Bambi
- 2015: Schauspielerin international

## Deutsche Synchronstimme
In Kinofilmen wird Hilary Swank meist von Sandra Schwittau synchronisiert.